# Петриянец
Петриянец (хорв. Petrijanec) — община с центром в одноимённом посёлке на севере Хорватии, в Вараждинской жупании. Население 1 464 человек в самом посёлке и 4 994 человек во всей общине (2001). Подавляющее большинство населения — хорваты (91,89 %). В состав общины кроме Петриянеца входит ещё 6 деревень.

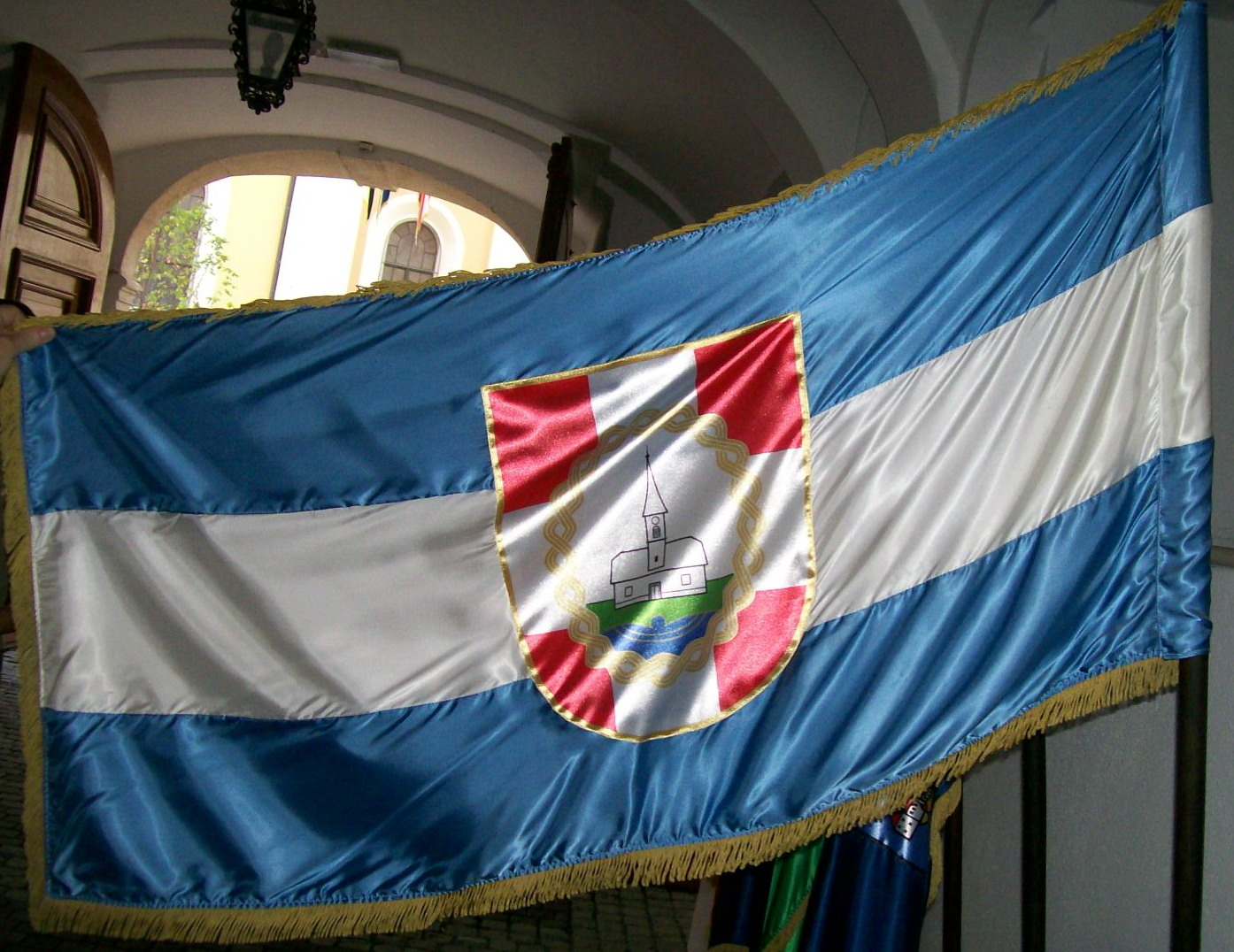
Флаг общины

Петриянец находится в 7 км к северо-западу от Вараждина на дороге Вараждин — Птуй. Эта дорога проходит по части бывшей римской дороги, соединявшей Птуй и Осиек. Вокруг посёлка располагаются обширные сельскохозяйственные угодья равнинной Подравины. Чуть северней посёлка проходит канал из Орможского водохранилища на Драве в Вараждинское.
Приходская церковь свв. апостолов Петра и Павла построена в 1796 году.